# Som solen glöder genom vinterdiset
Som solen glöder genom vinterdiset är en psalm vars text är skriven av Jonas Jonson. Musiken är skriven av Per Gunnar Petersson. 

## Publicerad som
- Nr 877 i Psalmer i 2000-talet under rubriken "Jesus Kristus - människors räddning".
- Nr 941 i Finlandssvenska psalmboken 1986, tilläggshäftet ”Sång i Guds värld”, 2015, Runder rubriken "Framtid och hopp ".